# Абрахам Каплан
Абрахам Каплан (англ. Abraham Kaplan; нар. 11 червня 1918, Одеса, Херсонська губернія, Українська Держава — 19 червня 1993, Лос-Анджелес, Каліфорнія, США) — американський філософ українського єврейського походження, відомий перш за все тим, що він був першим філософом, який систематично досліджував поведінкові науки у своїй книзі «The Conduct of Inquiry» (1964)[джерело?]. На його думку вплинули прагматики Чарлз Сандерс Пірс, Вільям Джеймс і Джон Дьюї[відсутнє в джерелі].

## Біографія
Батьками Каплан були Джозеф Дж. і Чава (Лернер) Каплан. Батько Авраама був рабином. Він народився в Одесі. Абрахам став натуралізованим громадянином Сполучених Штатів у 1930 році після імміграції до країни в 1923 році. У 1937 році він закінчив хімічний факультет коледжу Св. Томаса. Отримав ступінь доктора філософії у 1942 році в Каліфорнійському університеті в Лос-Анджелесі. Він був доцентом Нью-Йоркського університету з 1940 по 1945 рік. Потім він повернувся на кафедру філософії Каліфорнійського університету в Лос-Анджелесі в якості доцента, протягом наступних чотирьох років свого життя, а потім доцента — протягом трьох років після цього. У 1952 році Каплан став професором філософії і пропрацював там дванадцять років. Він також був завідувачем кафедри протягом цих дванадцяти років, ще два роки після цього.
Він також викладав в Мічиганському університеті з 1962 по 1972 рік. Потім у 1978 році він перейшов викладати в Хайфський університет в Ізраїлі, де також працював деканом факультету соціальних наук. З 1977 по 1984 рік він був викладачем факультету Вищої школи RAND у Санта-Моніці, Каліфорнія. Каплан також викладав у Гарвардському університеті, Каліфорнійському технологічному інституті, Каліфорнійському державному політехнічному університеті Помони, Гавайському університеті в Маноа та кількох інших закладах. Під час роботи в Гарварді він викладав Стенлі Кавеллу. Він також був президентом Американської філософської асоціації з 1947 по 1958 рік.
Його книга, у співавторстві з Гарольдом Лассвелом, «Power and Society: a framework for political inquiry» була опублікована в 1950 році. Його «The conduct of inquiry: methodology for behavioral science» була опублікована в 1964 році.
У 1966 році журнал «Time» назвав Каплана одним із десяти найкращих учителів США. Він також подорожував до Індії, Ізраїлю та Японії, щоб вивчити їхні культури та вірування.
17 листопада 1939 року Абрахам Каплан одружився з Іоною Джудіт Вакс, дитячим психологом. У них було двоє дітей: Карен Єва Каплан Діскін і Джессіка Арія Каплан Симондс.